# Jatobá-mirim
O Jatobá-mirim é uma planta de madeira pesada e resistente, usada na fabricação de mobiliário de luxo, batentes de portas, janelas, tacos de beisebol e assoalhos.Suas folhas com folíolos postos pussuem o formato de uma pata de animal, sendo facilmente reconhecida em matas.Apresenta flores brancas e sementes avermelhadas, utilizadas na confecção de objetos artesanais como brincos e colares.Essas sementes são protegidas por frutos em forma de concha, consumidos com freqüência por aves, cotias e macacos, que fazem papel de dispersores e disseminadores de novas planta.Seus frutosaparecem em junho e agosto, e suas flores de novembro a dezembro.